# Maulers
Maulers ist eine französische Gemeinde mit 341 Einwohnern (Stand 1. Januar 2022) im Département Oise in der Region Hauts-de-France. Sie gehört zum Arrondissement Beauvais, zur Communauté d’agglomération du Beauvaisis und zum Kanton Saint-Just-en-Chaussée.

## Geographie
Die Gemeinde Maulers liegt auf der Hochfläche des Plateau Picard, 13 Kilometer nordnordöstlich von Beauvais in einem nach Südosten verlaufenden Trockental an der alten Heerstraße (Chaussée Brunehaut) von Amiens nach Beauvais. Sie erstreckt sich im Osten bis an die Autoroute A16.

## Einwohner
| Jahr                       | 1962 | 1968 | 1975 | 1982 | 1990 | 1999 | 2006 | 2014 | 2021 |
| -------------------------- | ---- | ---- | ---- | ---- | ---- | ---- | ---- | ---- | ---- |
| Einwohner                  | 158  | 186  | 171  | 163  | 148  | 202  | 182  | 299  | 332  |
| Quellen: Cassini und INSEE |      |      |      |      |      |      |      |      |      |

## Sehenswürdigkeiten
- Kirche Saint-Lucien
- Kapelle Saint-Clair